# Erigone benes
Erigone benes är en spindelart som beskrevs av Chamberlin och Ivie 1939. Erigone benes ingår i släktet Erigone och familjen täckvävarspindlar. Inga underarter finns listade i Catalogue of Life.